# Diecezja Sumbawanga
Diecezja Sumbawanga – diecezja rzymskokatolicka w Tanzanii. Powstała w 1880 jako wikariat apostolski Tanganiki. Przemianowany w 1946 na wikariat Karema. Ustanowiona diecezją w 1953. Od 1969 pod obecną nazwą.

## Biskupi diecezjalni
- James Holmes-Siedle, † (1946–1958)
- Charles Msakila † (1958–1994)
- Damian Kyaruzi (1997–2018)
- Beatus Christian Urassa, od 2018